# Pepsi on Stage
Pepsi on Stage – brazylijski klub muzyczny o łącznej pojemności 5,500 miejsc. Znajduje się on w dzielnicy miasta Porto Alegre – São João, nieopodal Portu Lotniczego Porto Alegre-Salgado Filho. Otwarty został 9 maja 2006.
Pepsi on Stage jest pierwszą ze średnich aren następującej linii projektów dla Pepsi. Pozostałe obiekty to: Pepsi Stage w Amsterdamie, Times Union Center w miejscowości Albany w stanie Nowy Jork oraz Indiana Farmers Coliseum w Indianapolis w stanie Indiana. Obiekt został zbudowany i jest zarządzany przez tę samą firmę, która pełni funkcję właściciela klubu Opinião, również mieszczącego się na terenie miasta Porto Alegre. W Pepsi on Stage prócz koncertów odbywają się także między innymi konferencje, imprezy rozdania nagród, zjazdy absolwenckie.
Na przestrzeni lat, swoje występy dawali tu między innymi: NOFX, The Black Eyed Peas, Chuck Berry, The Cult, The Offspring, Duran Duran, RBD, James Blunt, Alanis Morissette, Simple Plan, Faith No More, Dream Theater, Placebo, Moby, Megadeth, Chris Brown, ZZ Top, Robin Gibb, Roxette, Alice Cooper, Gotan Project, Loaded, Down, Joe Cocker, Bob Dylan, Evanescence, Slash, Creed, Alice in Chains, Avenged Sevenfold, Queens of the Stone Age, Biohazard, Mr. Big, Gilby Clarke, Jack White, Ben Harper, Caetano Veloso, Fito Páez, Helloween.